# Virginia Norwood
Virginia Tower Norwood (8. ledna 1927 – 26. března 2023) byla americká letecká inženýrka, vynálezkyně a fyzička. Stala se průkopnicí v konstrukci mikrovlnných antén. Navrhla vysílač pro průzkumnou misi Surveyor 1 na Měsíc, který umožnil zmapovat terén pro přistání Apolla 11 s lidskou posádkou v roce 1969.
Vymyslela a vedla vývoj prvního multispektrálního skeneru, který byl poprvé použit na družici Landsat 1 (družicová technologie získávání kompletních fotografií Země z vesmíruu). Její následovníci od té doby nepřetržitě pořizují satelitní snímky povrchu Země. Za svůj objev bývá nazývána „Matkou Landsatu“.
Virginia podala a stala se držitelkou tří patentů. Dva z nich jsou radarový reflektor určený ke sledování meteorologických balónů a třetí je složená sledovací anténa.

## Mládí a vzdělání
Virginia Tower se narodila 8. ledna 1927 ve Fort Totten v New Yorku jako nejstarší dcera Eleanory Monroe a Johna Vogler Tower. Její otec byl armádním důstojníkem, měl magisterský titul z fyziky a později učil na Carnegie Mellon University (CMU). Její matka byla také dobrá v matematice a jazycích, studovala je soukromě. Oba rodiče jí tak aktivně podporovali v zájmu o fyziku a matematiku.
S otcovou vojenskou kariérou se rodina stále stěhovala a tak žili v Panamě, Oklahomě a na Bermudách. Po útoku na Pearl Harbor v prosinci 1941 byly vojenské rodiny poslány zpět na americkou pevninu.
V roce 1943 jí její výchovný poradce na střední škole navrhl, aby se kvůli své vysoké inteligenci stala knihovnicí, ale ji mnohem více zajímala čísla než slova. V roce 1944 se proto přihlásila a byla přijata na Massachusetts Institute of Technology (MIT) s částečným stipendiem. Promovala v roce 1947 s titulem z matematické fyziky. Po ukončení studia ještě absolvovala inženýrské kurzy prostřednictvím rozšiřujícího programu Rutgers University.

## Kariéra

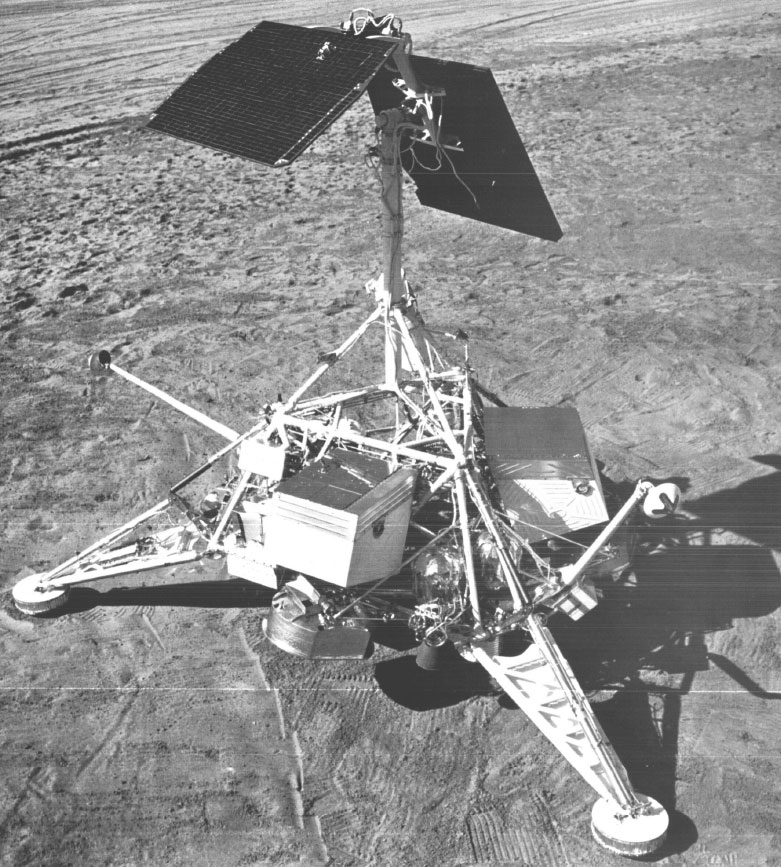
Surveyor 1 po přistání na Měsíci

- Surveyor 1 po přistání na MěsíciV roce 1948 rok po absolvování MIT byla přijata do U.S. Army Signal Corps Laboratories ve Fort Monmouth v New Jersey. Zde začala pracovat na meteorologickém radaru a navrhla radarový reflektor pro meteorologické balóny. Ty pak mohly být použity ke sledování větru ve vysokých nadmořských výškách a to poprvé umožnilo dlouhodobou předpověď počasí. Zařízení, které Virginia navrhla ve věku 22 let, bylo později patentováno pod jejím jménem.
- Virginia se později v rámci firmy přesunula do anténní skupiny Signal Corps, která zkoumala různé typy radarových antén. Zabývala se mikrovlnnou radarovou technologií vyvinutou v radiační laboratoři MIT, která se během druhé světové války ukázala velmi užitečnou, a snažila se nalézt další její aplikace a využití. Počátkem roku 1950 byla tato skupina průkopníkem ve vývoji vysílačů a přijímačů (vysílací a přijímací antény), které používaly mikrovlny na stále kratších vlnových délkách. Virginia začala pracovat na návrhu mikrovlnné antény a brzy podala svůj druhý patent na novou sledovací anténu. Nové bylo především to, že napájení se nemuselo otáčet, aby sledovalo příchozí signál. Místo toho použilo polarizaci k identifikaci úhlu a směru signálu.

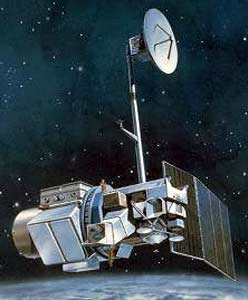
Landsat 5 (umělecké ztvárnění)

- Landsat 5 (umělecké ztvárnění)V roce 1953 se přestěhovala do Los Angeles a začala pracovat pro Hughes Aircraft Company. Pracovala tam 36 let na řadě projektů, které zahrnovaly návrh antén, komunikační spojení, optiku a skenery Landsat.
- Virginia navrhla vysílač a mikrovlnný přijímač pro první komunikační satelit na světě – Syncom 2 (zkratka pro synchronní komunikaci). V roce 1963 umožnil první obousměrný satelitní hovor mezi hlavami dvou států (J. F. Kennedy a nigerijský premiér Abubakar Tafaw Balew). O rok později v roce 1964 byl Syncom 3 použit k vysílání olympijských her z Tokia do USA.
- Během tohoto období Virginia navrhla mikrovlnný vysílač, který Surveyor 1 používala k přenosu dat a snímků z Měsíce na Zemi. Surveyor 1 byla sonda vyslaná agenturou NASA na Měsíc v roce 1966. Měla za úkol měkce přistát na povrchu Měsíce a pořídit odtud fotografie, které pak byly využity v programu Apollo.

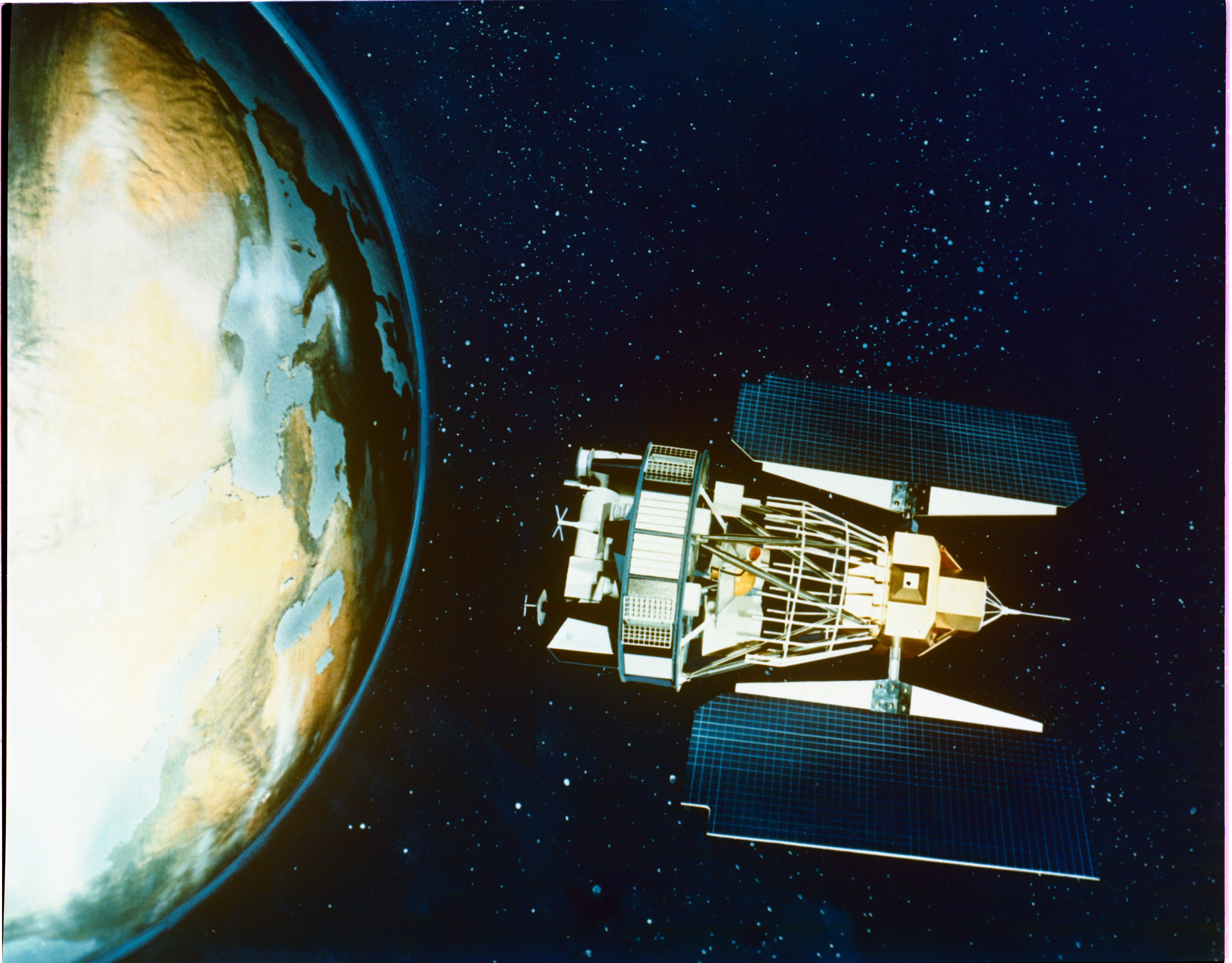
Satelit z řady Landsat na oběžné dráze kolem Země

- Satelit z řady Landsat na oběžné dráze kolem ZeměPro první misi Landsat (družicová technologie pro získávání kompletních fotografií Země z vesmíru) navrhla převratný šestipásmový multispektrální skener. Kvůli omezení mise byl prototyp přepracován tak, aby používal pouze čtyři pásma. Přesto se osvědčil a šestipásmový multispektrální skener byl pak použit na Landsatu 1. Vylepšená sedmipásmová verze, známá jako Thematic Mapper, byla později použita na Landsat 4. Program Landsat se stal nejdéle probíhajícím projektem získávání kompletních fotografií Země z vesmíru. Všechny tyto snímky byly a jsou neustále využívány ve výzkumu ekosystémů, současné změny klimatu, koloběhu vody či dopadu lidské činnosti. Program Landsat se tímto zapsal do novodobé historie objevování.
- V roce 1989 Virginia odešla do důchodu.
- V roce 2020 ji biografický článek publikovaný NASA  označil jako „matku Landsat“.

## Patenty
Virginia podala a stala se držitelkou tří patentů. Dva z nich jsou radarový reflektor určený ke sledování meteorologických balónů a třetí je nová složená sledovací anténa.
- Americký patent 2746035A, Virginia T Norwood, „Radar reflector“, vydán 1956-05-15
- Americký patent 3143737A, Virginia T Norwood, „Folded sigma-shaped dipole antenna“, vydáno 1964-08-04

## Ocenění
- V roce 1979 obdržela cenu Williama T. Pecora. Cena je uznáním úspěchů v praktických aplikacích dálkového průzkumu Země. Cena je sponzorována společně americkým ministerstvem vnitra a Národním úřadem pro letectví a kosmonautiku (NASA).
- V roce 2021 obdržela čestnou cenu za celoživotní dílo od Americké společnosti pro fotogrammetrii a dálkový průzkum Země, což je nejvyšší ocenění udělované jednotlivci.
- V únoru 2023 byla zvolena do Národní akademie inženýrství.

## Osobní život
Virginia Tower se provdala za Lawrence Russella Norwooda, svého učitele matematiky a prezidenta matematického klubu MIT. Vzali se den poté, co získala bakalářský titul z matematiky. Měli spolu tři děti, ale později se rozvedli. Pak se provdala za Maurice Schaeffera, který zemřel v roce 2010. Virginia ho přežila o třináct let a zemřela 26. března 2023 ve věku 96 let ve svém domě v Topanga v Kalifornii.